# 曹奎聖
曹 奎聖（チョ・キュソン、そう けいせい、1952年5月1日- ）は、山口県出身の在日朝鮮人で貿易会社の元代表。朝鮮学校の元校長。2000年2月、北朝鮮ルートで覚醒剤を日本国内に密輸し、国際手配がなされている。

## 人物・略歴
1952年（昭和27年）5月1日、山口県生まれ。身長174センチメートルで中肉中背。山口弁を話し、朝鮮語でも会話ができる。下関朝鮮初中級学校（現・山口朝鮮初中級学校）の元校長で、貿易会社「サンコー・インターナショナル」の代表であった。
2000年（平成12年）2月、島根県大田市温泉津港に停泊する漁船風の船舶「栄福丸」から249.3キログラムにおよぶ大量の覚醒剤が発見された。山口県警察の発表によると、警察は、曹奎聖が北朝鮮江原道元山において覚醒剤を仕入れ、船籍不詳船を用いて海岸から覚醒剤を密輸入したものとして指名手配している。
なお、曹奎聖が朝鮮学校の元校長であったことについては、教え子を使ってヘロイン密輸を計画した広島朝鮮初中高級学校高級部の金徳元、日本人原敕晁を宮崎県宮崎市の海岸で拉致した実行犯として国際手配されている大阪朝鮮初級学校の元校長金吉旭など、学校が犯罪の拠点として用いられている事実が指摘されており、日本国内では朝鮮学校の無償化に反対の声もあがっている。